# Панчич, Миклош
Миклош Панчич (венг. Páncsics Miklós; 4 февраля 1944, Гара — 7 августа 2007, Будапешт) — венгерский футболист хорватского происхождения, играл на позиции защитника. Олимпийский чемпион 1968 года. Лучший футболист Венгрии 1972 года.
Известен выступлениями за клуб «Ференцварош», а также национальную сборную Венгрии.

## Клубная карьера
Родился 4 февраля 1944 году в венгерском приграничном посёлке Гара в семье этнических хорватов. Во взрослом футболе дебютировал в 1963 году выступлениями за команду клуба «Ференцварош», в котором провёл одиннадцать сезонов, приняв участие в 211 матчах чемпионата. Подавляюще большую часть своей карьеры в клубе выступал на позиции центрального защитника. В составе клуба 4 раза становился победителем венгерского чемпионата. В течение 1974—1977 годов защищал цвета клуба «Гонвед». Завершил профессиональную игровую карьеру в клубе «Эпиток», за команду которого выступал в течение 1977—1981 годов.
Умер 7 августа 2007 года на 64-м году жизни в городе Будапешт.

## Выступления за сборную
29 октября 1967 года дебютировал в официальных матчах в составе национальной сборной Венгрии в матче против ГДР, а последний матч в футболке национальной сборной провёл 26 сентября 1973 года, против Югославии. В течение карьеры в национальной команде, которая длилась 7 лет, провёл в форме главной команды страны 37 матчей.
В составе сборной был участником футбольного турнира на Олимпийских играх 1968 года в Мехико, с которого вернулся в ранге олимпийского чемпиона, футбольного турнира на Олимпийских играх 1972 года в Мюнхене, где вместе с командой завоевал «серебро», чемпионата Европы 1972 года в Бельгии.

## Достижения
- Чемпионат Венгрии
  - Чемпион (3): 1964, 1967, 1968

- Кубок Венгерской Народной Республики
  - Обладатель (1): 1971/72

- Кубок ярмарок
  - Обладатель (1): 1964/65
  - Финалист (1): 1967/68

- Кубок обладателей кубков УЕФА
  - Финалист (1): 1974/75

- Летние Олимпийские игры
  - Чемпион (1): 1968
  - Серебряный призёр (1): 1972

## Футбольная деятельность
С 1981 по 1986 годы работал в Венгерской ассоциации футбола. До 1982 года занимал должность заместителя генерального секретаря федерации, а с 1984 года — генерального секретаря. В 1986 году после Чемпионата мира по футболу в Мексике оставил работу в федерации. На некоторое время эмигрировал из страны. После начала войны на Балканах вернулся домой. В 1988 году тренировал мини-футбольную сборную Венгрии. В 1995 году работал тренером клуба «Шопрон», который выступал во втором дивизионе национального чемпионата. С 1997 по 2000 год работал председателем Футбольной ассоциации Венгрии.